# Þykkvabær
Þykkvabær este un sat din sudul Islandei.